# الحياة البرية في السعودية

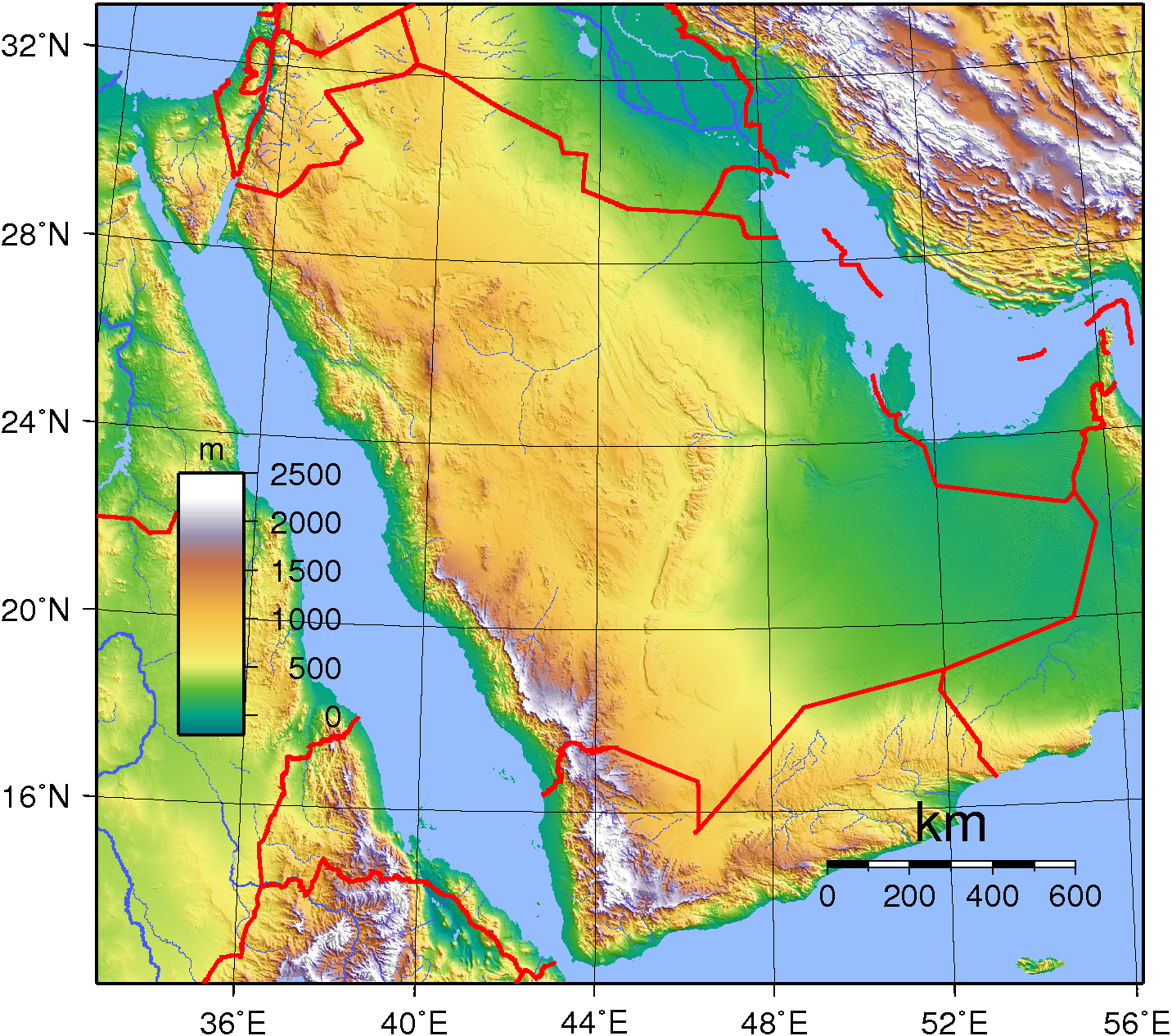
خريطة طبوغرافية للمملكة العربية السعودية

الحياة البرية في المملكة العربية السعودية كبيرة ومتنوعة حيث أن السعودية بلد كبير للغاية يشكل الجزء الأكبر من شبه الجزيرة العربية، ويتميز بالعديد من المناطق الجغرافية، ولكل منها مجموعة متنوعة من النباتات والحيوانات تتكيف مع موائلها الخاصة. بالإضافة إلى الجبال العالية والصحاري، هناك ساحل ساحلي وساحل طويل على خليج العقبة والبحر الأحمر من الغرب وساحل أقصر على الخليج العربي من الشرق.

## الجغرافيا

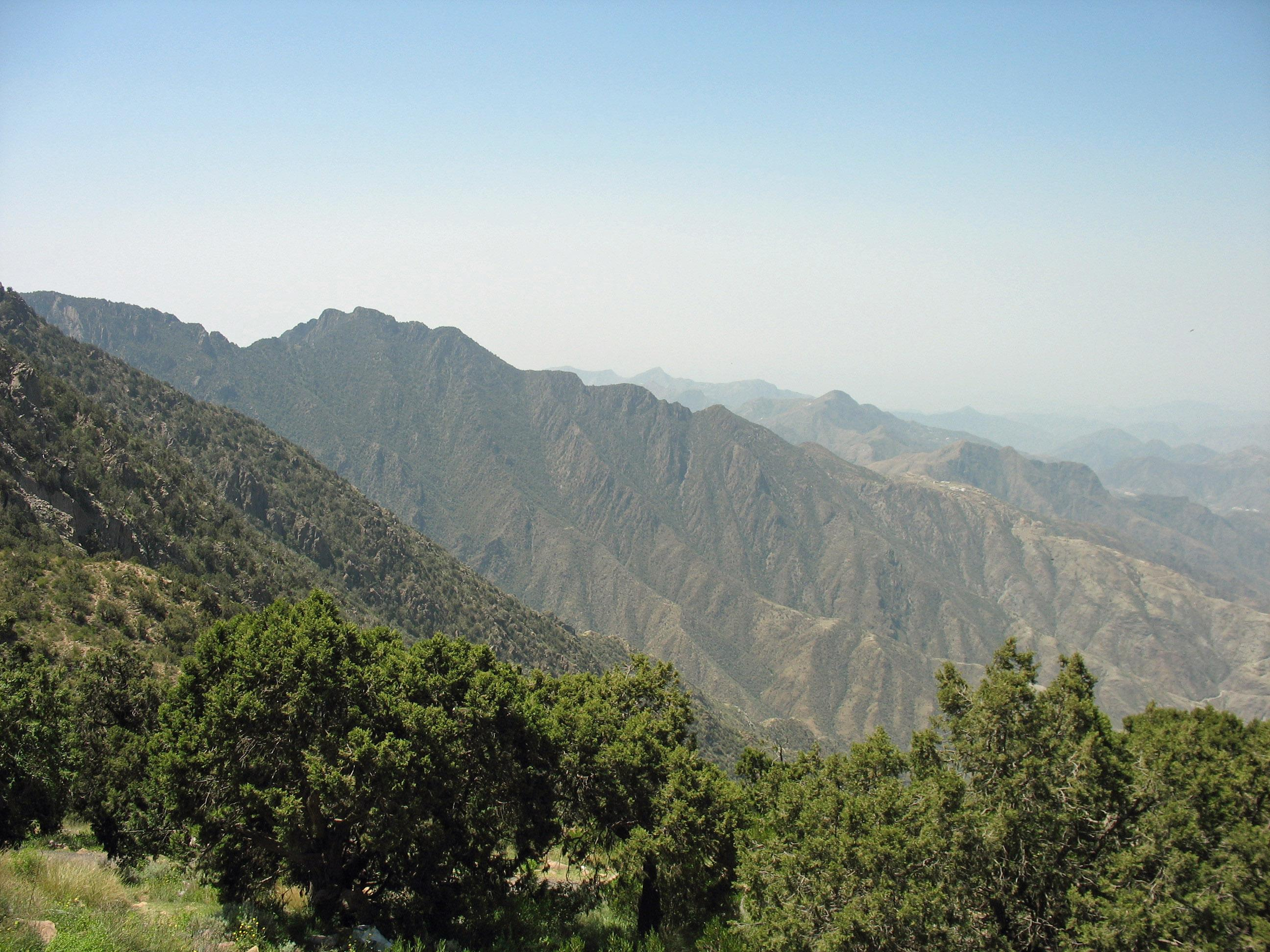
كان يعتقد أن جبل سودة لجبال عسير هو أعلى جبل في البلاد

تمتلك المملكة العربية السعودية مجموعة من الجبال منها جبال السروات والتي تحاذي ساحل البحر الأحمر، والتي تنهفذ في الطرف الشمالي، ولها فجوة في الوسط بين المدينة والطائف، وترتفع في الطرف الجنوبي حيث جبل سودة في جبال عسير، في ما يزيد قليلا عن 3,000 متر (10,000 قدم) وهي أعلى نقطة في المملكة العربية السعودية. وما بين هذه الجبال والبحر الأحمر هو سهل ساحلي يعرف باسم تهامة، والجانب الغربي من هذه المجموعة عبارة عن جرف شديد الانحدار ولكن من الناحية الشرقية هناك هضبة عريضة تدعى «نجد» تحدها من الشرق سلسلة من التلال الجبلية، بما في ذلك جبال الحويق التي تنحدر فيها الأرض تدريجياً إلى الخليج العربي.
في جنوب البلاد يوجد «الربع الخالي» أكبر صحراء رملية متجاورة في العالم، يتواجد بها منحدرات من حوالي 800 متر (2,600 قدم)، وتوجد صحراء النفود الكبير الرملية بالقرب من الحدود اليمنية شمال غرب تقريبا إلى الخليج العربي، وهي متصلة بمنطقة الربع الخالي من خلال مجموعة واسعة من الكثبان الرملية وسهول الحصى المعروفة باسم صحراء الدهناء، وتعاني معظم أنحاء البلاد من ندرة الأمطار، وقد لا ينزل المطر في الربع الخالي لمدة عقد، وتعد منطقة عسير الجبلية في الجنوب الغربي الأكثر رطوبة في المملكة، حيث تستقبل الأمطار الموسمية بين مايو وأكتوبر والتي قد تصل إلى 48 سنتيمتر (19 بوصة).
تحتوي منطقة حائل الشمالية على جبال شمر ويمكن تقسيمها إلى منطقتي أجا وسلمى.
تشكل البحر الأحمر عندما بدأت شبه الجزيرة العربية في فترة العصر الأيوسيني في الابتعاد عن القارة الأفريقية، وحال ذلك دون المزيد من تبادل الجينات بين الأنواع الأفريقية والعربية، وشهدت أواخر العصر الثالث وأوائل العصر الرباعي فترة من البرودة المناخية التي دفعت النباتات جنوبًا، وشهدت الجزيرة العربية تدفقًا من الأنواع من أوراسيا.

## الحياة النباتية
دراسة النباتات في المملكة العربية السعودية مهمة شاقة بسبب الحجم الكبير للمملكة، ويعتبر النمط العام للغطاء النباتي معروف الآن ولكن التوزيع الدقيق للعديد من أنواع النباتات المزهرة غير مكتمل. حيث تم تسجيل ما يقرب من 3500 نوع من النباتات في البلاد، مع ما يقرب من 1000 نوع معروف من المنطقة الجنوبية الغربية من عسير التي تتميز بمعدل هطول الأمطار أعلى.
وتعتبر النباتات بشكل عام جفافيات وغالبًا ما تكون شجيرات قزمية أو أعشاب صغيرة، وهناك عدد قليل من أنواع الأشجار وتتوافر أشجار النخيل في بعض الأماكن.

Prosopis cineraria ينمو حول هامش الصحارى.

يتلقى شرق المملكة العربية السعودية في كثير من الأحيان «انخفاضات البحر الأبيض المتوسط» اعتبارًا من نوفمبر. إن وصول كميات كافية من الأمطار يجعل النباتات الدائمة تنتج براعم جديدة وتنبت بذور النباتات السنوية. تنمو هذه الحولية بسرعة كبيرة وتستكمل دورة حياتها في غضون بضعة أسابيع. بحلول أبريل / نيسان أو مايو / أيار، ستزهر النباتات الحولية وتضع البذور وتوفي، وستعود النباتات المعمرة إلى حالة السكون.
يقتصر نمو النبات في المناطق الصحراوية في الغالب على المنخفضات أو الوديان، على الرغم من أن بعض النباتات ذات النظم الجذرية العميقة تنمو في مكان آخر. وتتميز صحراء الربع الخالي بالتنوع النباتي حيث تم تسجيل حوالي 37 نوعًا من النباتات المزهرة، 17 منها موجودة فقط حول محيط الصحراء، فيما لا تكاد توجد أية أشجار، وتتكيف النباتات للحياة الصحراء وتشمل الشجيرات القزمة مثل أرطأة وحاذ شكوي، وعدة أنواع من السعديات.
ويوجد في جبال عسير في جنوب غرب البلاد ومعظم المرتفعات الغربية من اليمن نباتًا مميزًا له صلات بأجزاء من شرق إفريقيا.
تقع منطقة جبل أجا المحمية في منطقة حائل والتي تشتهر بنباتاتها في منطقة جبال أجا.

## الحيوانات

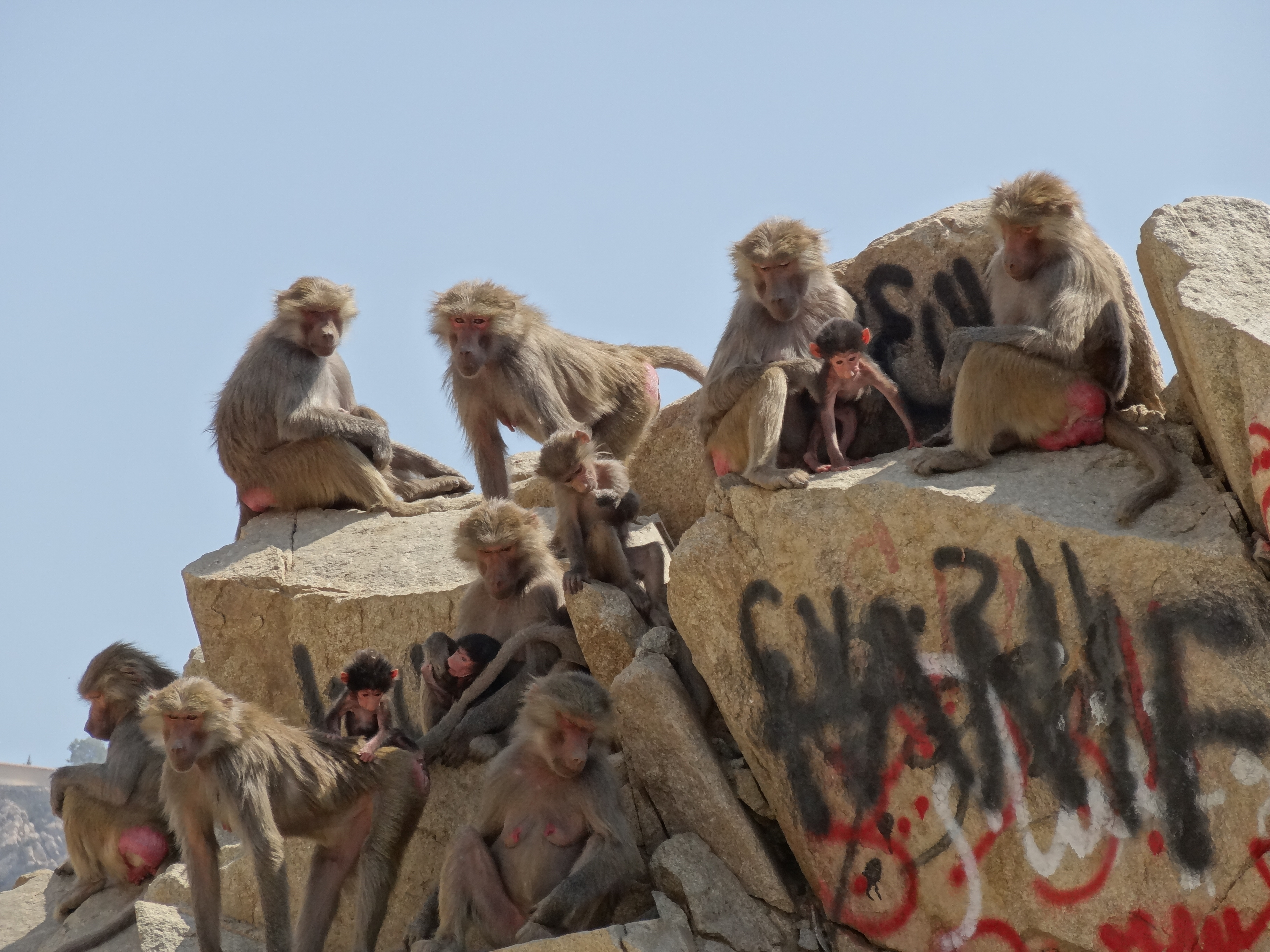
مجموعة من الرباح المقدس في جبال الحجاز بالقرب من الهدا، منطقة مكة المكرمة، الحجاز

تم دراسة الحيوانات في المملكة العربية السعودية بشكل أفضل من النباتات، كما تمت دراسة الطيور والفراشات، ولكن لا يُعرف الكثير عن الأجزاء الأخرى من مملكة الحيوان. وجدت بعض من الثدييات الكبيرة في السعودية تشمل الجمل والطهر والذئب العربي، والثعلب الأحمر والفنك، والوشق والضبع المخطط، والقط الرملي والوبر الصخري، والأرنب الأخضر.
ومع ذلك، فقد أدى تدمير الموائل والصيد والقيادة على الطرق الوعرة وغيرها من الأنشطة البشرية إلى الانقراض المحلي للضباع المخططة، وابن آوى الذهبي وغرير العسل في بعض المناطق.
تقع جبال عسير في الجنوب الغربي من البلاد حيث لا يزال يوجد النمر العربي المهدد بالانقراض، والمنطقة الأوسع هي أيضًا موطن قردة البابون مع المستعمرات التي تصل إلى أقصى الشمال مثل الباحة والطائف وضواحي جنوب مكة.
كان المها العربي يتجول في صحراء المملكة العربية السعودية ومعظم مناطق الشرق الأوسط، ولكن بحلول عام 1970، كانت قد أنقرضت في البرية، وتم إطلاق برنامج تربية في الأسر في حديقة حيوان فينكس في الولايات المتحدة في الستينيات وتم إعادة إدخال المها بنجاح إلى البرية في منطقة محمية محازة الصيد في المملكة العربية السعودية، وهي محمية مسيجة بأكثر من 2,200 كيلومتر مربع (850 ميل2)،  وهي متواجدة الآن أيضًا في منطقة عروق بني معاريد، حيث توجد الغزال المسقط والغزال الجبلي.
تشمل الطيور التي تنتمي إلى المملكة العربية السعودية الشعاب الرملية والسمان والنسور والطناجر والقراد وعلى الساحل تشمل الطيور البحرية البجع والنوارس، ويزور البلد أيضًا الطيور المهاجرة في فصلي الربيع والخريف، بما في ذلك طيور النحام واللقالق والبلع. يعتبر الحباري الآسيوي من الأنواع المقيمة التي تعتمد على الغطاء النباتي الجيد، وغالبًا ما يتم العثور عليها في المناطق ذات النمو الغليظ الكثيف مع شجيرات مثل القبار .
توفر جروف جبال عسير موطناً للنسور السمراء والعقاب الأسود وصغار الصقر البربري، وتعتبر غابات العرعر موطناً لكل من حسون اليمن وسمنة اليمن وهازجة اليمن ومصيدة الذباب الجنة الأفارقة، ويتواجد طائر رأس المطرقة في محمية وادي تربة الطبيعية وهو المكان الوحيد في شبه الجزيرة العربية الذي يتواجد فيه.

### المنقرضة
اعتاد الأسد والفهد والحمار البري السوري أن يتواجد في السعودية كما يتضح من النصوص الإسلامية، وكان آخر الفهود المعروفة في البلاد قُتلت بالقرب من حائل عام 1973، بحسب ما ورد انقرض الأسد في منتصف القرن التاسع عشر.